# برگچه‌خوار
برگچه‌خوار یا کَپی‌بارا (به انگلیسی: capybara، /ˌkæp. ɪˈbɑ:r. ə/)، بزرگ‌ترین جانور از تیرهٔ خوگچگان هندی است و بومی آمریکای جنوبی است. این جاندار بزرگ‌ترین جونده جهان است و گاهی طولش به یک متر می‌رسد. برگچه‌خوار دم ندارد؛ این جانور ظاهری خوکچه مانند دارد و خوکچه هندی از خویشاوندان دور او می‌باشد. کاپی بارا اغلب نزدیک آب یافت می‌شود. این جاندار بسیار اجتماعی بوده و در گروه‌های بزرگ ۱۰۰ تایی یا در گروه‌های کوچک ۱۰ الی ۲۰ تایی یافت می‌شوند. برگچه‌خوار گونه‌ای در معرض تهدید نیست هرچند که برای پوست و گوشتش او را شکار می‌کنند.
برگچه‌خوار بدن و سر بشکه‌ای کوتاهی دارد. پوست او قهوه‌ای مایل به قرمز در قسمت بالایی بدن و در زیر بدن، زرد رنگ مایل به قهوه‌ای است. اندازه طولی کاپی بارای بالغ به ۱۰۷ تا ۱۳۴ سانتی‌متر می‌رسد. ارتفاع بدن او در حالت ایستاده ۵۰ تا ۶۵ سانتی‌متر است. وزن او به‌طور معمول از ۳۵ تا ۶۶ کیلوگرم است و نوع ماده آن سنگین تر از نوع نر است. پاهای پشت آنها کمی بلندتر از پاهای جلویی شان است.

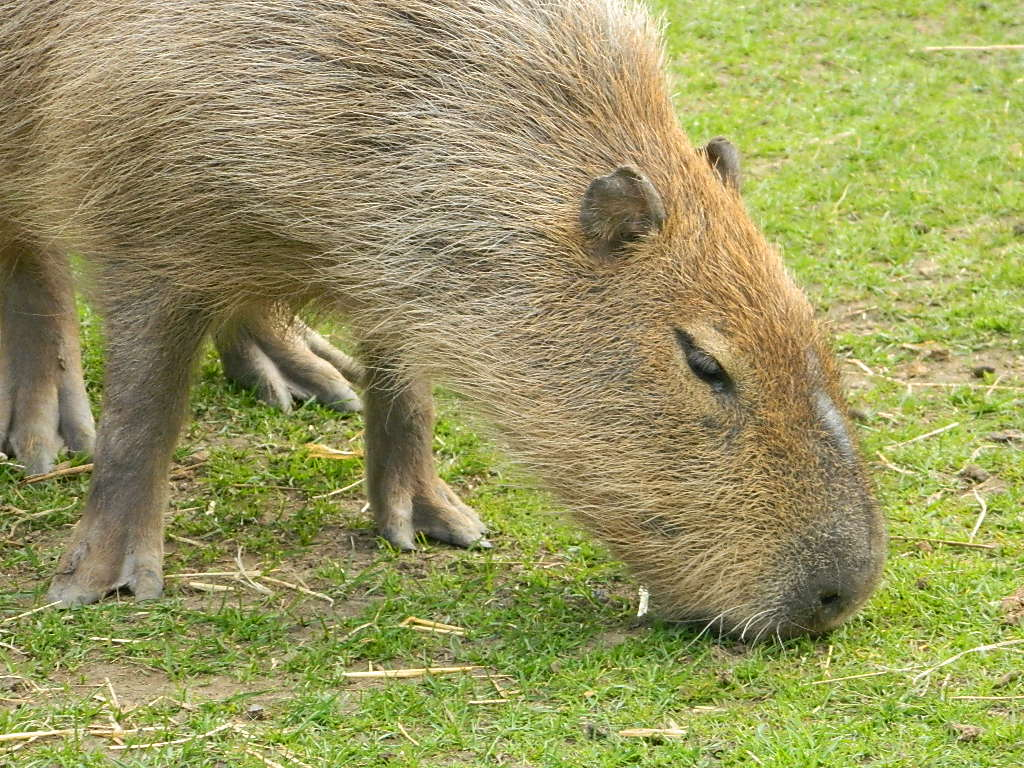
چرا ی کاپی بارا در Shepreth حیات وحش پارک شپرت

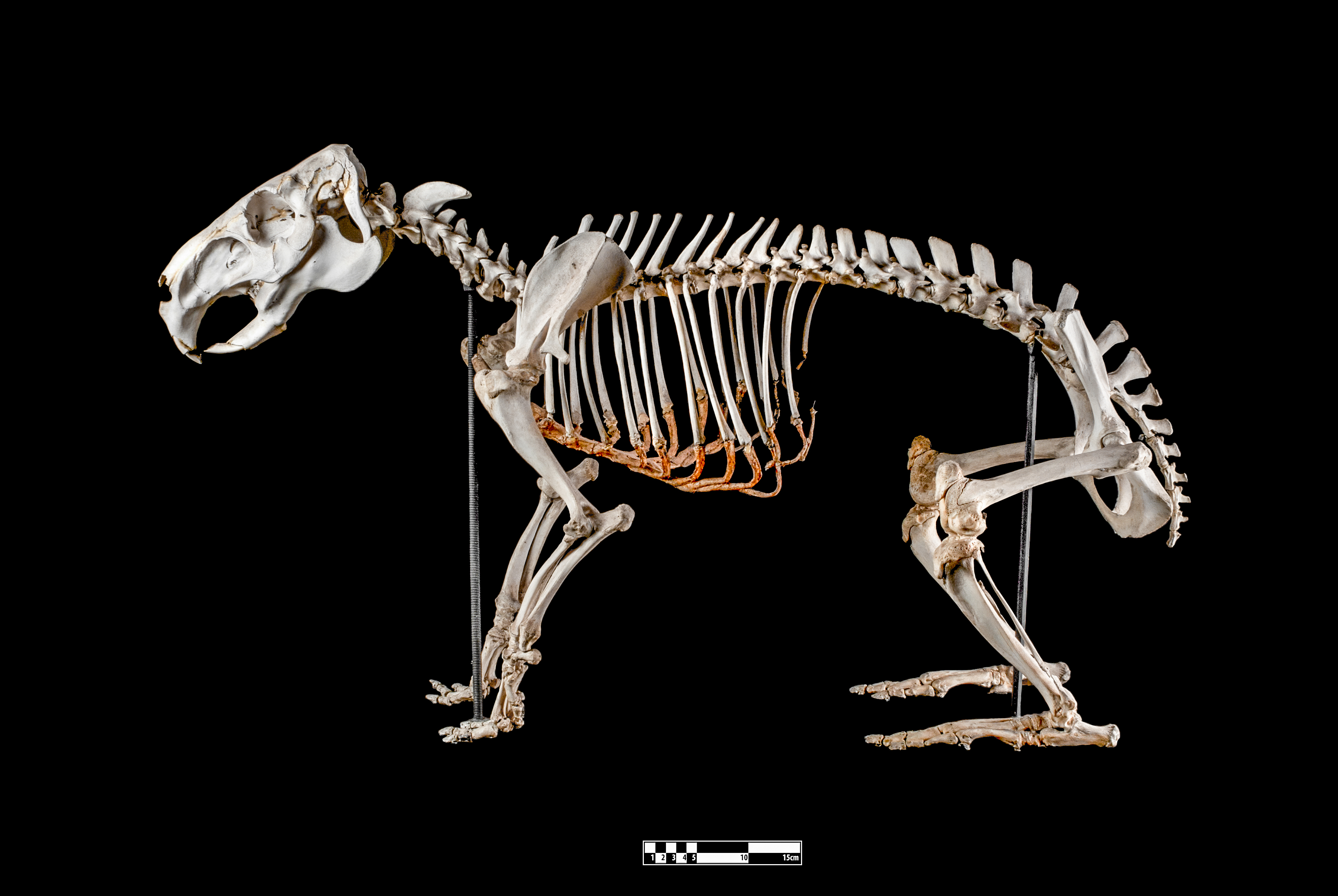
نگاره‌ای از استخوان‌بندی یک برگچه‌خوار.

## زیستگاه
برگچه‌خواران نیمه آبزی، پستانداری وحشی است که در بخش اعظم آمریکای جنوبی (از جمله کلمبیا، اکوادور، بولیوی، ونزوئلا، برزیل، آرژانتین، گویان، سورینام، اروگوئه و پرو) یافت می‌شود. تراکم جمعیت آنها در مناطق جنگلی نزدیک آب مانند دریاچه‌ها، رودخانه‌ها مردابها، برکه‌ها و باتلاقها می‌باشد.

## رژیم غذایی
این پستانداران گیاه‌خوار هستند و غذای غالب آنها علف‌ها و گیاهان آبزی و نیز میوه و پوست درخت است. آنها همچنین از گیاهان و علف‌های درون آب تغذیه می‌کنند.

## حیوانات تهدید کننده
کاپی بارا غذای مورد علاقه برای جگوار، شیر کوهی، پلنگ آمریکایی، عقاب بشمار می‌آید.

## فعالیت
برگچه‌خوارها شناگران عالی هستند و می‌توانند به‌طور کامل زیر آب فرورفته تا پنج دقیقه نیز در زیر آب بمانند و برای فرار از شکارچیان می‌تواند در آب بخوابد اگر نیاز باشد. بسیار خوب شنا می‌کنند، شیرجه می‌زنند و در آب بسیار راحت هستند، هنگامی که در معرض تهدید قرار می‌گیرند، به آب پناه می‌برند. از پاهای خود که نسبتاً پرده دار هستند، برای شنا استفاده می‌کنند و چربی ذخیره شده در بدنشان نیز به آنها کمک می‌کند تا بهتر شناور بمانند.